# Веденське
Ве́денське — село Новоазовської міської громади Кальміуського району Донецької області, Україна. Відстань до райцентру становить близько 16 км і проходить автошляхом місцевого значення.
Унаслідок російської військової агресії із вересня 2014 року Безіменне перебуває на тимчасово окупованій території.

## Населення
За даними перепису 2001 року населення села становило 22 особи, з них 81,82 % зазначили рідною мову українську та 18,18 % — російську.